# Quinton Jacobs
Quinton Norman Jacobs (Windhoek, 21 gennaio 1979) è un ex calciatore namibiano, di ruolo centrocampista.

## Carriera

### Club
Jacobs iniziò la carriera con il Black Africa, nella natia Namibia. Nel 1999 firmò per gli scozzesi del Partick Thistle. Vestì poi la maglia dei tedeschi del Duisburg. Non giocò però alcun match per il club e si trasferì ai sudafricani dei Black Leopards. Tornò poi in patria, per giocare prima nei Civics e poi nei Ramblers Football Club.
Giocò poi per l'Ajax Cape Town e successivamente per i norvegesi del Bryne. Debuttò nell'Adeccoligaen il 4 settembre 2006, nel successo per 3-2 sullo Strømsgodset. Il 28 maggio segnò la prima rete, nel 3-0 inflitto allo Skeid.
Tornò poi al Ramblers Football Club e in seguito militò negli African Stars. Passò poi ai palestinesi del Jabal Al Mukaber (in prestito) e poi agli indiani dello United Sikkim.

### Nazionale
Jacobs giocò 40 partite per la Namibia, con 6 reti all'attivo. Partecipò, con la sua Nazionale, alla Coppa d'Africa 2008.

## Palmarès

### Club

#### Competizioni nazionali
- Campionato namibiano: 2

Black Africa: 1997-1998, 1998-1999
- I-League 2nd Division: 1

United Sikkim: 2011-2012